# Plataforma dos Açores

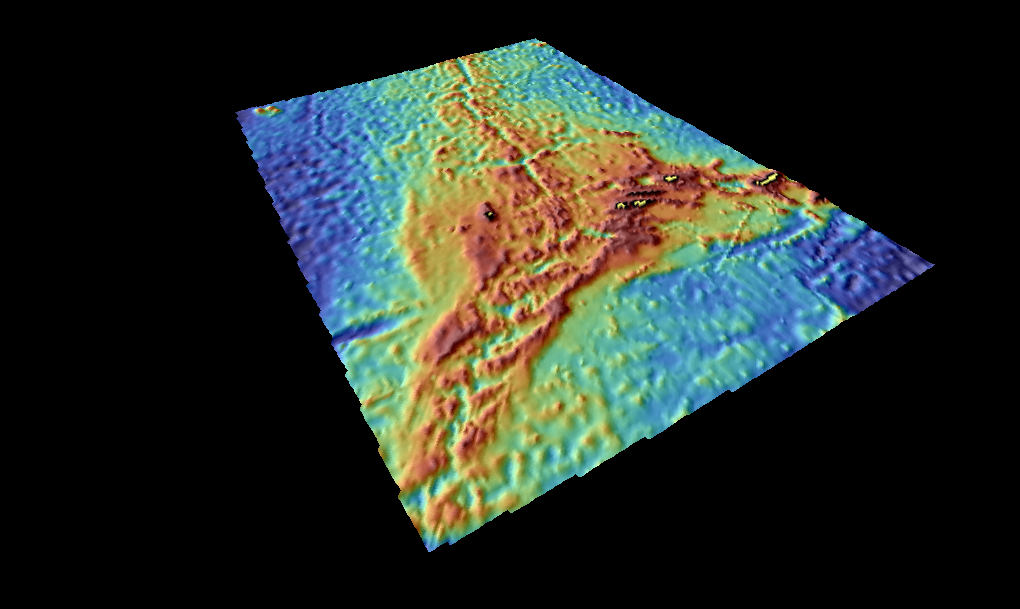
Imagem batimétrica do Planalto dos Açores com algumas das ilhas do arquipélago dos Açores assinaladas a amarelo.

Plataforma dos Açores (ou Planalto dos Açores) é um extenso planalto oceânico abrangendo aquele arquipélago e a região de espessamento crustal associada à dorsal Mesoatlântica e à junção tripla dos Açores, na região central do Atlântico Norte.. A região, que constitui uma microplaca tectónica, foi formada pela atividade do ponto quente dos Açores, uma pluma mantélica em operação pelo menos durante os últimos 20 milhões de anos e ainda no presente associada com vulcanismo ativo. O planalto consiste numa grande província ígnea, de forma aproximadamente triangular, situada a menos de 2000 m abaixo de nível médio do mar, ocupando uma área aproximada de 400 000 km2

## Microplaca dos Açores
A complexidade estrutural desta região do Atlântico, bem patente na diversidade de acidentes tectónicos que evidencia, tem promovido a elaboração de vários modelos dirigidos para a análise evolutiva da junção tripla dos Açores. Encontrando-se a fronteira entre a placa americana e as placas eurasiática e africana bem definida através da Crista Médio-Atlântica, subsiste, atualmente, uma significativa controvérsia no que se refere à natureza e à precisa localização do eixo correspondente ao ramo leste da junção tripla dos Açores.
Com base na batimetria, na década de 1980 foi postulada a existência de uma microplaca tectónica na região da plataforma dos Açores compreendida entre a Dorsal Média do Atlântico, o rifte da Terceira e o prolongamento para oeste da Zona de fratura Açores-Gibraltar (a falha GLORIA) através da Zona de fratura Este dos Açores. Essa região corresponde a uma estrutura grosseiramente triangular, com 100 000-150 000 km2 de área, delimitada por estruturas tectónicas ativas, sendo que duas delas (a dorsal mesoatlântica e o rifte da Terceira) representam comprovadas descontinuidades entre placas litosféricas. Esta «microplaca dos Açores» suportaria as ilhas dos grupos Central e Oriental do arquipélago.
A existência desta microplaca não mereceu inicialmente consenso, já que as evidências sísmicas não mostram atividade significativa ao longo da Zona de Fratura Este dos Açores, indiciando uma ligação estável entre o setor sueste da plataforma dos Açores e a placa Africana. Contudo, as evidências físicas e químicas mostram que a plataforma dos Açores está associada a um centro de expansão em torno da junção tripla dos Açores, uma região onde as três grandes placas tectónicas do Atlântico Norte se encontram para formar uma junção tripla em forma de «T». A dorsal mesoatlântica forma duas pernas do «T», enquanto a terceira perna é o centro de expansão crustal dos Açores, estrutura que corresponde ao rifte da Terceira e é constituída por uma série de bacias rifteadas em escalão. O centro de expansão formou-se há cerca de 36 milhões de anos e tem migrado para o sul. No arquipélago dos Açores não foi demonstrada a existência de uma progressão linear na idade dos vulcões, tendência comum em vulcões associados a pontos quentes mantélicos, e a análise geoquímica das lavas de cinco das ilhas dos Açores não forneceu evidência química da presença de uma pluma mantélica na região de origem desses basaltos.
Investigação geodésica mais recente veio, contudo, demonstrar que as taxas de expansão da dorsal meso-atlântica não mudam abruptamente na junção tripla dos Açores, como deveria ocorrer se as placas da Eurásia, América do Norte e Núbia se encontrassem numa junção tripla discreta. Em vez disso, eles mudam gradualmente de 22,9 ±0,1 mm/ano (1σ) na latitude de 40º N para 19,8 ±0,2 mm/ano na latitude de 38◦ N. Esta transição gradual apenas pode ser explicada pela presença de uma microplaca na região, já que estas taxas de propagação transicional coincidem com o limite ocidental de uma microplaca dos Açores e, até onde sabemos, constituem a primeira evidência cinemática da existência desta microplaca, previamente apenas inferida a partir da morfologia e da sismicidade dos fundos marinhos. As múltiplas taxas de expansão da Dorsal Meso-Atlântica podem ser usadas para localizar os limites norte e sul da microplaca dos Açores, determinando onde estes limites encontram a Cordilheira Meso-Atlântica. O limite norte parece intercetar o eixo da crista mesoatlãntica entre 39,4◦ N e 40,0◦ N, consistente com a localização proposta por vários autores desde a década de 1980, que extrapolaram o prolongamento para oeste do rifte da Terceira, estendendo-o obliquamente até à sua interseção com a dorsal mesoatlântica. O limite sul da microplaca parece intercetar aquela dorsal entre os 38,2◦ N e os 38,5◦ N, de acordo com a localização sugerida para uma zona de sismicidade ativa que cruza a crista em 38,5◦ N. As taxas de expansão crustal determinadas no bordo oeste da microplaca dos Açores (de ≈38,5◦ N a 39,5◦ N) podem ser usadas para estimar os movimentos da microplaca ao longo dos seus limites com as placas Eusroasiática e Africana.
Em torno dos 39◦ N, a meio caminho ao longo da fronteira entre as placas euroasiática e norte-americana, a taxa de propagação média de 20,8 ± 1 mm/ano é ≈2 mm/ano menor do que a taxa de abertura estimada com a velocidade angular de melhor ajuste da Eurásia–América do Norte e de ≈1,5 mm/ano maior do que a melhor estimativa da taxa de abertura Núbia-América do Norte. Se a direção do movimento Açores-América do Norte neste local estiver a meio caminho entre as bem determinadas direções Eurásia-América do Norte e Núbia-América do Norte, então a diferença de 2 mm/ano de divergência oblíqua NE-SW corresponde ao previsto através do movimento ao longo do rifte da Terceira entre a microplaca dos Açores e a placa da Eurásia. O movimento previsto é consistente com a evidência de propagação oblíqua lenta de NE para SW obtida por mapeamento de sonar de varrimento lateral GLORIA do rift Terceira e pela análise dos mecanismos focais de sismos ao longo do limite da placa Açores-Eurásia. Uma análise simplificada da velocidade linear relativa também mostras que a microplaca dos Açores se move 2 mm/ano para leste-nordeste ao longo de seu limite com a placa Africana, valor que é consistente com o movimento lateral direito, ENE-WSW, indicado por mecanismos focais sísmicos ao longo da zona sísmica que define o limite sul da microplaca.
Medições com base em GPS de precisão mostram velocidades para locais nas ilhas dos Açores que estão dentro dos limites inferidos para a microplaca dos Açores. Para um local na ilha de São Jorge, determinaram um movimento de 3 ± 0,3 mm/ano (1σ) para oeste em relação à placa da Euroasiática, o mesmo, dentro das incertezas determinadas, que a estimativa do movimento da microplaca dos Açores em relação ao Placa da Eurasiática determinada com recurso á metodologia MORVEL. Assim os dados cinemáticos, sismológicos, geofísicos marinhos e geodésicos suportam a existência da microplaca dos Açores com dimensões de ≈100 km por ≈100 km e sugerem que o seu movimento pode ser estimado com sucesso.